# 布鲁县 (法国)
布鲁县（法語：canton de Brou）是法国厄尔-卢瓦省的一个县（省级选区），中央投票站位于布鲁。该县涵盖24个市镇。